# Pedro Aguayo Ramírez
Pedro Aguayo Ramírez (geboren am 23. Juli 1979 in Mexiko-Stadt; gestorben am 21. März 2015 in Tijuana, Baja California) war ein mexikanischer Wrestler.
Aguayo Ramírez war der Sohn des mexikanischen Wrestlers Pedro Aguayo Damián. Der Anhänger des Lucha Libre stand von seinem Debüt im Jahr 1995 bis zu seinem durch einen Ringunfall bedingten Tod 2015 knapp zwei Jahrzehnte lang aktiv im Ring. Vor allem erschien er in Showkämpfen der Ligen Asistencia Asesoría y Administración und Consejo Mundial de Lucha Libre und erhielt dort auch mehrere Titel. In Anlehnung an seinen Vater, der unter dem Ringnamen Perro Aguayo wrestlete, trat Aguayo Ramírez zumeist als Perro Aguayo Jr. auf.

## Herkunft und Persönliches
Pedro Aguayo Ramírez wurde am 23. Juli 1979 in Mexiko-Stadt geboren. Er war der Sohn des mexikanischen Wrestlers Pedro Aguayo Damián, besser bekannt als Perro Aguayo oder Perro Aguayo Sr., von dem er trainiert wurde und mit dem er auch einige Male gemeinsam in den Ring stieg.
Im April 2011 musste sich Aguayo Ramírez einer Operation unterziehen, in der ihm ein Tumor aus dem Unterleib entfernt wurde.

## Laufbahn im Wrestling
Seine ersten Matches im Wrestling bestritt Pedro Aguayo Ramírez im Jahr 1995 bei der Liga Asistencia Asesoría y Administración (kurz: AAA), später bekannt als Lucha Libre AAA Worldwide. Zu diesem Zeitpunkt war er 15 Jahre alt. Am 19. Januar 1997 gab er sein Debüt für die damalige World Wrestling Federation, als er in einem Dark-Tag-Team-Match bei der als Pay-per-View ausgestrahlten Veranstaltung Royal Rumble gemeinsam mit Venum Black das Team von Maniaco und Mosco de la Merced besiegen durfte. Bei diesem einmaligen Auftritt für die Liga blieb es jedoch. 1997 durfte er im Rahmen eines Turniers um die zu diesem Zeitpunkt vakante Mexican National Tag Team Championship mit seinem Vater Perro Aguayo bis in das Finale vordringen, in dem sie Fuerza Guerrera und Mosco de la Merced unterliegen mussten. Der erstmalige Titelgewinn der beiden erfolgte etwas mehr als ein Jahr später am 7. Juni 1998 bei AAA TripleMania VI. Nach 329 Tagen Titelregentschaft gab das Vater-Sohn-Gespann die Titel am 2. Mai 1999 an das Tag Team von Abismo Negro und Electroshock, Mitglieder des Stables Los Vipers, ab.
Ab 1998 gehörte er neben Blue Demon Jr., La Parka Jr., Máscara Sagrada Jr. sowie anfangs Sicodelico Jr. dem Stable Los Junior Atomicos an. Am 18. April 1999 erhielt er gemeinsam mit den drei Erstgenannten die Mexican National Atomicos Championship, die sie nach 152 Tagen am 17. September 1999 wieder abgeben mussten. Am 9. Juli 2000 erhielt er – diesmal in einem Tag Team mit Héctor Garza – von Abismo Negro und Electroshock zum zweiten Mal die Mexican National Tag Team Championship. Nach 61 Tagen gaben sie die Titel an El Texano und Pirata Morgan ab. War er bis dahin vor allem in der Tag-Team- und Stable-Szene in dem Bezug auf Titel erfolgreich, durfte er im Jahr 2002 auch erstmals einen Einzeltitel halten. So durfte er am 21. April 2002 die Mexican National Light Heavyweight Championship von Electroshock gewinnen, die er nach 133 Tagen am 1. September 2002 an El Dandy abgab.
Bis zum Ende des Jahres 2002 trat Aguayo Ramírez vor allem bei AAA auf. Von da an stieg er bis 2008 vorwiegend bei Consejo Mundial de Lucha Libre (kurz: CMLL) in den Ring. Ende 2003 erhielt er jedoch zunächst bei der World Wrestling Association die WWA World Tag Team Championship gemeinsam mit El Hijo del Santo, der später im Rahmen einer Storyline von Último Guerrero als sein Partner abgelöst wurde. Mit Héctor Garza durfte er den Titel ab Januar 2008 noch ein weiteres Mal halten. Bei CMLL durfte er 2006 das Torneo Gran Alternativa im Tag Team mit Misterioso Jr. für sich entscheiden und am 16. Februar 2007 als Teil von Los Perros del Mal mit Héctor Garza und Mr. Águila die CMLL World Trios Championship gewinnen. Nachdem Héctor Garza die Gruppierung verlassen hatte, wurden die Titel am 24. Mai 2008 vakantiert. Ab 2009 war Aguayo Ramírez nicht mehr primär nur bei einzelnen Ligen zu sehen. 2012 erhielt er den Sieg in dem Turnier Rey de Reyes bei AAA. In diesem durfte er auch 2014 bis in das Finale vordringen, das er aber verlieren musste. Sein letztes Match vor dem tödlichen Unfall bestritt Aguayo Ramírez am 18. März 2015 für AAA.

## Tod
Am Abend des 20. März 2015 trat Aguayo Ramírez unter dem Ringnamen Perro Aguayo Jr. bei einer Veranstaltung der Liga The Crash Lucha Libre in Tijuana, Baja California in einem Tag-Team-Match an der Seite von Theodore James Perkins (Manik) gegen das Team von Extreme Tiger und Óscar Gutiérrez Rubio (Rey Mysterio Jr.) an. Im Verlauf des Matches fiel Aguayo Ramírez nach einem Dropkick Rubios in die Ringseile. Anschließend sollte er dessen Finishing Move, einem als 619 bezeichneten Tiger-Feint-Kick, ausweichen. Er blieb jedoch bewusstlos in den Seilen hängen. Der Kampf wurde nach einem kurzen Zögern der anderen Wrestler von diesen noch für etwa eine Minute fortgesetzt, ehe sie ihn durch einen Pinfall gegen Perkins beendeten. Der am Ring stehende Promoter Charles Ashenoff (Konnan) versuchte unterdessen, den inzwischen auf dem Ringboden liegenden Aguayo Ramírez wieder zu Bewusstsein zu bringen. Aguayo Ramírez wurde danach in ein örtliches Krankenhaus verbracht, in dem er am 21. März 2015 um etwa 1 Uhr Ortszeit im Alter von 35 Jahren für tot erklärt wurde. Eine Obduktion ergab einen Herzstillstand infolge eines Wirbelsäulentraumas als Todesursache. Unklar ist, ob er dieses bei dem Dropkick Rubios, bei seinem eigenen Fall in die Seile oder bei dem seines Partners Perkins, der Rubios 619 gemeinsam mit Ramírez ausweichen sollte, erlitt. Aguayo Ramírez starb vermutlich unmittelbar nach der missglückten Aktion. Kritisiert wurde eine unzureichende medizinische Versorgung von Aguayo Ramírez am Ring. So behandelte der vor Ort anwesende Ringarzt gerade noch andere Wrestler, eine für den stabilen Transport des Verunfallten benötigte Trage stand aus demselben Grund nicht zur Verfügung. Aguayo Ramírez musste auf einem Holztisch liegend aus der Halle gebracht werden. Die mexikanische Polizei leitete Ermittlungen wegen möglichen Totschlags gegen die für die Show Verantwortlichen ein. Diese wurden eingestellt, nachdem der zuständige Gerichtsmediziner zu dem Schluss gekommen war, dass das Leben von Aguayo Ramírez auch mit der bestmöglichen medizinischen Versorgung nicht hätte gerettet werden können. Er wurde in Guadalajara beerdigt.

## Titel und Auszeichnungen

### Titel
Asistencia Asesoría y Administración
- 2× Mexican National Tag Team Championship (jeweils einmal mit Perro Aguayo und Héctor Garza)
- 1× Mexican National Atomicos Championship (mit Blue Demon Jr., La Parka Jr. und Máscara Sagrada Jr.)
- 1× Mexican National Light Heavyweight Championship

Consejo Mundial de Lucha Libre
- 1× CMLL World Trios Championship (mit Héctor Garza und Mr. Águila)

World Wrestling Association
- 3× WWA World Tag Team Championship (jeweils einmal mit El Hijo del Santo, Héctor Garza und Último Guerrero)

### Auszeichnungen
- 1995: Rookie of the Year (Wrestling Observer Newsletter)
- 2005: Platz 64 im PWI 500 (Pro Wrestling Illustrated)
- 2006: Platz 17 im PWI 500 (Pro Wrestling Illustrated)
- 2007: Platz 08 im PWI 500 (Pro Wrestling Illustrated)
- 2008: Platz 22 im PWI 500 (Pro Wrestling Illustrated)
- 2015: Aufnahme in die AAA Hall of Fame (Asistencia Asesoría y Administración; posthum)